# Portulacaceae
Portulacaceae é uma família de plantas com flores, compreendendo 115 espécies em um único gênero Portulaca. Anteriormente cerca de 20 gêneros com cerca de 500 espécies, foram colocados nesse grupo, mas agora se restringem a abranger apenas um gênero. A família tem sido reconhecida pela maioria dos taxonomistas, e é também conhecida como a família purslane; Tem uma distribuição cosmopolita, com a maior diversidade em regiões semiáridas do Hemisfério Sul em África, Austrália e América do Sul, mas com algumas espécies também se estendendo para o norte em regiões árticas.
O sistema APG II (2003, inalterado do sistema APG de 1998) o atribui à ordem Caryophyllales em Eudicotyledoneae do núcleo do clado. No sistema APG III, vários gêneros foram movidos para Montiaceae, Didiereaceae, Anacampserotaceae e Talinaceae, tornando a família monotípica e contendo apenas o gênero Portulaca, o que se manteve no APG IV.

## Etimologia
O nome Portulaca deriva do latim portula, diminutivo de “porta”, que se refere a uma cápsula (flor) que se abre através de uma tampa como uma pequena porta.

## Diversidade taxonômica
Dentro da família Portulacaceae, há apenas um único gênero, Portulaca, com cerca de 115 espécies. É encontrada, de forma geral, em todo o mundo, mas principalmente em regiões tropicais e subtropicais. Já nas áreas temperadas, sua distribuição deve-se principalmente à naturalização, entretanto, em alguns casos, as origens dessas plantas ainda são desconhecidas.

## Morfologia
São ervas suculentas com ciclo de vida anual que possuem flores, normalmente possuindo raízes tuberosas e caules rastejantes ou retos. Já as folhas, alternas ou opostas , são simples, sésseis e sem estípulas, e as lâminas são suculentas, planas ou cilíndricas e inteiras. Os nós e axilas dessas folhas têm escamas, cerdas ou pelos. As flores podem ser sésseis e pediceladas, geralmente em cores vistosas, possuindo sépalas fundidas em um tubo e que são persistentes. As pétalas das flores variam em número entre quatro, cinco ou sete e são livres ou fundidas apenas na base, com quatro a 100 estames fundidos nas pétalas. O ovário é semi-ínfero, unilocular, com óvulos numerosos.

## Relações filogenéticas
Portulaca é dividida em dois subgêneros, o Portulacella, restrito à Austrália, e o outro mais difundido geograficamente. Um número maior de gêneros era incluído nessa família, mas agora eles são colocados em outros grupos, como Anacampserotaceae, Didiereaceae, Montiaceae e Talinaceae, restando apenas Portulaca na família.

## Domínios e estado de ocorrência no Brasil
Essa família não é endêmica do Brasil, mas apresenta ocorrência em todas as regiões:
-Norte : Acre, Amazonas, Amapá, Pará, Rondônia, Roraima e Tocantins
-Nordeste :Alagoas, Bahia, Ceará, Maranhão, Paraíba, Pernambuco, Piauí, Rio Grande do Norte e Sergipe
-Centro-Oeste : Distrito Federal, Goiás, Mato Grosso do Sul e Mato Grosso
-Sudeste : Espírito Santo, Minas Gerais, Rio de Janeiro e São Paulo
-Sul : Paraná, Rio Grande do Sul e Santa Catarina

## Lista de espécies brasileiras
Ao todo são 21 espécies brasileiras pertencentes ao gênero Portulaca L.
• Portulaca amilis
• Portulaca cryptopetala
• Portulaca diegoi
• Portulaca elatior
• Portulaca frieseana
• Portulaca giuliettiae
• Portulaca goiasensis
• Portulaca grandiflora
• Portulaca halimoides
• Portulaca hatschbachii
• Portulaca hirsutissima
• Portulaca hoehnei
• Portulaca minensis
• Portulaca mucronata
• Portulaca oleracea
• Portulaca papulifera
• Portulaca pilosa
• Portulaca sedifolia
• Portulaca thellusonii
• Portulaca umbraticola
• Portulaca werdermannii

## Curiosidades
Dentro da família Portulacaceae existe uma espécie, Portulaca grandiflora, popularmente conhecida como “onze-horas”. Isso ocorre porque sua floração ocorre de acordo com o tempo, sendo quase sempre próximo ao meio-dia. Ela é nativa da América do Sul e precisa de uma incidência grande de luz para sobreviver.[carece de fontes?]

Uso: As espécies Portulaca grandiflora e Portulaca oleracea são muito utilizadas na culinária, como saladas. Além disso, possuem algumas propriedades, ajudando em tratamentos de queimaduras, infecções urinárias e problemas gástricos.